# John Lindley

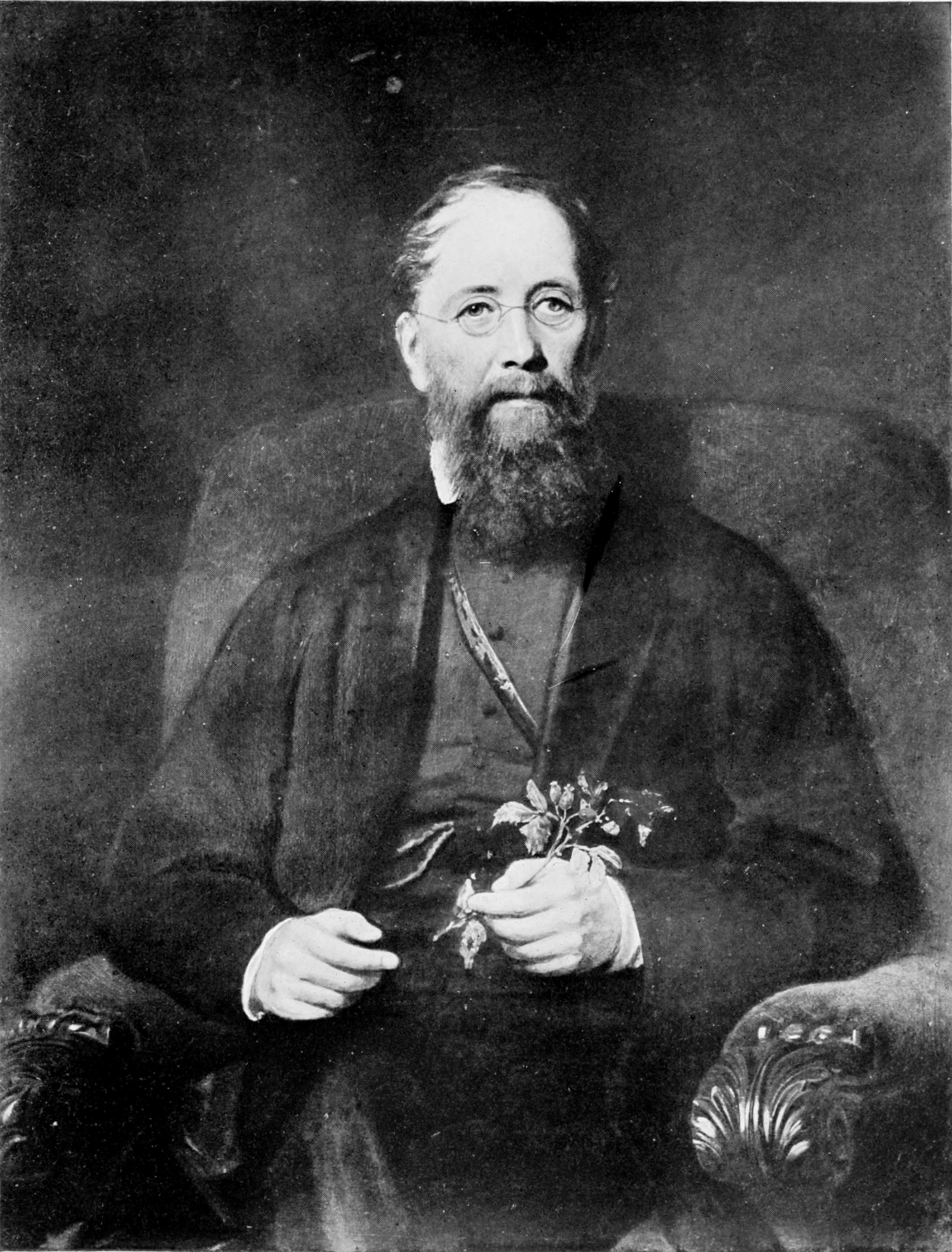

John Lindley (Old Catton, 8 febbraio 1799 – Turnham Green, 1º novembre 1865) è stato un botanico inglese.

## Biografia
John Lindley nacque a Catton, nei pressi di Norwich, in Inghilterra. Era uno dei quattro figli di George e Mary Lindley. George Lindley era un vivaista e gestore di un vivaio commerciale, e quindi grande esperto di orticoltura. Tuttavia, la sua impresa non fu mai redditizia ed egli visse sempre in uno stato di indebitamento. 
John frequentò la scuola ad indirizzo classico di Norwich. Avrebbe voluto studiare all'università o comprare una commissione nell'esercito, ma la famiglia non poteva permetterselo. Divenuto agente di commercio di sementi nel 1815 per un'impresa belga a Londra, Lindley conobbe il botanico William Jackson Hooker, che gli permise di usare la sua biblioteca botanica e lo presentò a Sir Joseph Banks, il quale gli offrì lavoro come assistente nel suo erbario. 
Nel 1819 pubblicò una traduzione dell'Analyse du fruit di Louis Claude Marie Richard, e nel 1820 un'originale Monographia Rosarum, con descrizioni di nuove specie e disegni fatti da lui stesso.

## Opere
- Monographia Rosarum (1820)
- Monographia Digitalium (1821)
- Observations on Pomaceae (1821)
- A Synopsis of British Flora, arranged according to the Natural Order (1829)
- An Introduction to the Natural System of Botany (1830)
- An Outline of the First Principles of Horticulture (1832)
- An Outline of the Structure and Physiology of Plants (1832)
- Nixus Plantarum (1833)
- A Natural System of Botany (1836)
- The Fossil Flora of Great Britain (coautore William Hutton, 1831-1837)
- Flora Medica (1838)
- Theory of Horticulture (1840)
- The Gardeners' Chronicle (1841) (fondatore e redattore)
- The Vegetable Kingdom (1846)
- Folia Orchidacea (1852)
- Descriptive Botany (1858).